# Riposo durante la fuga in Egitto (Saraceni)
Riposo durante la fuga in Egitto è un dipinto di Carlo Saraceni (Venezia 1579-1620)  che è conservato nell'Eremo di Camaldoli, a Frascati. La precedente datazione 1606 è stata riconosciuta non autentica (seppure vicina alla realtà), poiché era stata apposta non sulla pellicola pittorica originale, ma sopra una stuccatura all'epoca di un restauro ottocentesco.

## Descrizione
L'opera, che si innesta nella tradizione paesaggistica iniziata da Giorgione risente, ma anche differisce, dal dipinto di Caravaggio sullo stesso soggetto. Nel Vangelo dello Pseudo-Matteo, San Giuseppe è detto Nutritor Domini e suo preciso compito è proteggere e assicurare i pasti alla sua Famiglia. Con ampio e sicuro gesto di una mano il Santo indica all'angelo i frutti della palma e con l'altra controlla l'asinello che pazientemente sta fermo. Amorevole e paterno, San Giuseppe è un po' chino a braccia aperte sulla Madonna che con la sinistra sorregge sulle ginocchia il Bambino e con la mano destra estrae delicatamente da una piccola cesta, che è in terra, panni bianchissimi per fasciarlo. Le presenza dei palmizi segnala che la meta, l'Egitto, è ormai vicina.
Un coro accompagna il riposo della Sacra Famiglia, in fuga: due bambini cantori leggono le note su uno spartito, mentre un angelo li accompagna. Il cantore che è in piena luce ha un ricco abito, profilato di ricami dorati e chiuso sul collo, mentre un secondo cantore, un po' in ombra sul retro, gli poggia delicatamente la mano sulla spalla. La dolcezza delle espressioni, la morbidezza dei movimenti si accompagnano alla preziosità dei panni e delle vesti che è tipica dell'arte veneziana. Il manto di San Giuseppe ha pieghe ricche e decorazioni e la Madonna porta alla vita una fascia bianca che è simbolo di verginità.
Il complicato, ma completo restauro del 1990 ha evidenziato che il dipinto aveva subito, in tempi passati, il trasporto sopra tela diversa da quella originale, con perdita di elementi pittorici soprattutto ai bordi superiori. 
La data 1606 era stata assegnata, perché in relazione con la fondazione dell'Eremo camaldolese di Frascati, che risale a dicembre di quell'anno, mentre la costruzione fu avviata nel 1607. Carlo Saraceni, che era arrivato a Roma nel 1598, aveva dipinto la Sacra Famiglia, oggi alla Galleria nazionale d'arte antica di Palazzo Barberini, immediatamente dopo il 1610. Per le affinità stilistiche, il Riposo nella fuga in Egitto si colloca nella stessa stagione di produzione.
Il restauro ha restituito «il prevalere nella cromia di toni freddi, con un nitore perlaceo degli incarnati, alcuni passaggi straordinari (il delicatissimo azzurro della manica della Vergine) e, al contempo, nel paesaggio, la prevalenza dei bruni e verdi smorzati ben assimilabili alla serie di dipinti su rame di Capodimonte, eseguiti prima del 1608.»
Carlo Saraceni aveva anche come riferimento stilistico i paesaggi naturalistici del pittore Adam Elsheimer, morto nel 1610, che aveva rappresentato l'uomo in simbiosi con la natura e la natura in tutta la sua varietà cromatica, a seconda dell'ora del giorno o della notte.